# Epistephium parviflorum
Epistephium parviflorum är en orkidéart som beskrevs av John Lindley. Epistephium parviflorum ingår i släktet Epistephium och familjen orkidéer. Inga underarter finns listade i Catalogue of Life.